# Ivan Hranjec
Ivan Hranjec (Goričan, 5. siječnja 1958.) je hrvatski političar.
U vrijeme pred osamostaljenje Hrvatske, bio je zastupnik od 1990. do 1992. zastupnik u Hrvatskom saboru u Društveno-političkom vijeću Sabora SRH.
Bio je zastupnik u Prvom (mandat od 1992. do 1995.) i Drugom sazivu Hrvatskog sabora u samostalnoj Hrvatskoj kao zastupnik HDZ-a.
Na izborima 2. kolovoza 1992. ušao je u Sabor kao kandidat s najviše glasova u 17. izbornoj jedinici, s 33,70% glasova.
Zastupnički dom Sabora Republike Hrvatske na sjednici 24. rujna 1992., donio je Odluku o izboru predsjednika, potpredsjednika i članova Odbora za naobrazbu, znanost, kulturu i šport, a Hranjec je bio član tog odbora.
Zastupnički dom Sabora Republike Hrvatske na sjednici 25. rujna 1992., donio je Odluku 
o imenovanju predsjednika, tri potpredsjednika i članova u Komisiju za utvrđivanje ratnih i poratnih žrtava iz reda zastupnika, a Hranjec je bio u članovima te Komisije.
Na izborima 29. listopada 1995. ušao je kao 42. s HDZ-ove liste. Mandat mu je trajao do 1999. godine.
Bio je član Odbora za naobrazbu, znanost i kulturu Hrvatsko državnog sabora. kojem je bio potpredsjednik od 13. prosinca 1996.

## Nagrade i priznanja
Odlikovan je Redom Danice hrvatske s likom Antuna Radića (1995.).